# Natação nos Jogos Olímpicos de Verão de 2012 - 100 m peito feminino
A competição dos 100 metros peito feminino da natação nos Jogos Olímpicos de Verão de 2012 foi disputada nos dias 29 e 30 de julho no Centro Aquático de Londres.

## Medalhistas
| Ouro   | LTU Rūta Meilutytė |
| Prata  | USA Rebecca Soni   |
| Bronze | JPN Satomi Suzuki  |

## Recordes
Antes desta competição, os recordes mundiais e olímpicos da prova eram os seguintes:
| Tipo | Atleta        | Tempo   | Local       | Data                 |
| ---- | ------------- | ------- | ----------- | -------------------- |
|      | Jessica Hardy | 1:04.45 | Federal Way | 7 de agosto de 2009  |
|      | Leisel Jones  | 1:05.17 | Pequim      | 10 de agosto de 2008 |

## Resultados

### Eliminatórias
| Pos. | Elim. | Raia | Nadadora                | CON                      | Tempo   | Notas            |
| ---- | ----- | ---- | ----------------------- | ------------------------ | ------- | ---------------- |
| 1    | 4     | 6    | Rūta Meilutytė          | LTU Lituânia             | 1:05.56 | Q,               |
| 2    | 6     | 4    | Rebecca Soni            | USA Estados Unidos       | 1:05.75 | Q                |
| 3    | 6     | 5    | Yuliya Efimova          | RUS Rússia               | 1:06.51 | Q                |
| 4    | 5     | 4    | Breeja Larson           | USA Estados Unidos       | 1:06.58 | Q                |
| 5    | 4     | 4    | Leisel Jones            | AUS Austrália            | 1:06.98 | Q                |
| 6    | 5     | 5    | Satomi Suzuki           | JPN Japão                | 1:07.08 | Q                |
| 7    | 6     | 2    | Sarah Poewe             | GER Alemanha             | 1:07.12 | Q                |
| 8    | 6     | 3    | Jennie Johansson        | SWE Suécia               | 1:07.14 | Q                |
| 9    | 5     | 3    | Rikke Møller Pedersen   | DEN Dinamarca            | 1:07.23 | Q                |
| 10   | 3     | 6    | Alia Atkinson           | JAM Jamaica              | 1:07.39 | Q,               |
| 11   | 4     | 5    | Leiston Pickett         | AUS Austrália            | 1:07.41 | Q                |
| 12   | 3     | 2    | Suzaan van Biljon       | RSA África do Sul        | 1:07.54 | Q                |
| 13   | 4     | 1    | Zhao Jin                | CHN China                | 1:07.68 | Q                |
| 14   | 4     | 2    | Mina Matsushima         | JPN Japão                | 1:07.69 | Q                |
| 15   | 4     | 3    | Jillian Tyler           | CAN Canadá               | 1:07.81 | Q                |
| 16   | 5     | 2    | Tera van Beilen         | CAN Canadá               | 1:07.85 | Q                |
| 17   | 5     | 7    | Liu Xiaoyu              | CHN China                | 1:07.99 |                  |
| 18   | 3     | 3    | Sara El Bekri           | MAR Marrocos             | 1:08.21 | Recorde nacional |
| 19   | 5     | 1    | Joline Höstman          | SWE Suécia               | 1:08.28 |                  |
| 20   | 6     | 7    | Moniek Nijhuis          | NED Países Baixos        | 1:08.31 |                  |
| 21   | 6     | 8    | Siobhan-Marie O'Connor  | GBR Grã-Bretanha         | 1:08.32 |                  |
| 22   | 5     | 6    | Caroline Ruhnau         | GER Alemanha             | 1:08.43 |                  |
| 23   | 6     | 6    | Daria Deeva             | RUS Rússia               | 1:08.44 |                  |
| 24   | 3     | 5    | Petra Chocová           | CZE República Checa      | 1:08.59 |                  |
| 25   | 4     | 7    | Marina García Urzainqui | ESP Espanha              | 1:08.64 |                  |
| 26   | 4     | 8    | Sycerika McMahon        | IRL Irlanda              | 1:08.80 |                  |
| 27   | 3     | 4    | Michela Guzzetti        | ITA Itália               | 1:08.83 |                  |
| 28   | 5     | 8    | Kate Haywood            | GBR Grã-Bretanha         | 1:09.22 |                  |
| 29   | 3     | 1    | Dilara Buse Günaydın    | TUR Turquia              | 1:09.43 |                  |
| 30   | 2     | 4    | Tjaša Vozel             | SLO Eslovênia            | 1:09.63 |                  |
| 31   | 2     | 5    | Anna Sztankovics        | HUN Hungria              | 1:09.65 |                  |
| 32   | 2     | 6    | Fanny Babou             | FRA França               | 1:09.76 |                  |
| 33   | 3     | 7    | Kim Hye-Jin             | KOR Coreia do Sul        | 1:09.79 |                  |
| 34   | 2     | 3    | Jenna Laukkanen         | FIN Finlândia            | 1:09.92 |                  |
| 35   | 2     | 2    | Ana Rodrigues           | POR Portugal             | 1:10.62 |                  |
| 36   | 2     | 1    | Danielle Beaubrun       | LCA Santa Lúcia          | 1:11.12 |                  |
| 37   | 3     | 8    | Mariya Liver            | UKR Ucrânia              | 1:11.23 |                  |
| 38   | 2     | 7    | Chen I-Chuan            | TPE Taipé Chinês         | 1:11.28 |                  |
| 39   | 6     | 1    | Concepción Badillo Díaz | ESP Espanha              | 1:12.58 |                  |
| 40   | 2     | 8    | Tatiana Chișca          | MDA Moldávia             | 1:13.30 |                  |
| 41   | 1     | 4    | Ivana Ninković          | BIH Bósnia e Herzegovina | 1:14.04 |                  |
| 42   | 1     | 3    | Pilar Shimizu           | GUM Guam                 | 1:15.76 | Recorde nacional |
| 43   | 1     | 5    | Matelita Buadromo       | FIJ Fiji                 | 1:16.33 |                  |
| 44   | 1     | 6    | Oksana Hatamkhanova     | AZE Azerbaijão           | 1:25.52 |                  |
| 45   | 1     | 2    | Gantömöriin Oyuungerel  | MGL Mongólia             | 1:27.17 |                  |
| 46   | 1     | 7    | Dede Camara             | GUI Guiné                | 1:38.54 |                  |

### Semifinal

#### Semifinal 1
| Pos. | Raia | Nadadora          | CON                | Tempo   | Notas |
| ---- | ---- | ----------------- | ------------------ | ------- | ----- |
| 1    | 4    | Rebecca Soni      | USA Estados Unidos | 1:05.98 | Q     |
| 2    | 5    | Breeja Larson     | USA Estados Unidos | 1:06.70 | Q     |
| 3    | 3    | Satomi Suzuki     | JPN Japão          | 1:07.10 | Q     |
| 4    | 2    | Alia Atkinson     | JAM Jamaica        | 1:07.48 | QSO   |
| 4    | 8    | Tera van Beilen   | CAN Canadá         | 1:07.48 | QSO   |
| 6    | 6    | Jennie Johansson  | SWE Suécia         | 1:07.57 |       |
| 7    | 7    | Suzaan van Biljon | RSA África do Sul  | 1:07.68 |       |
| 8    | 1    | Mina Matsushima   | JPN Japão          | 1:08.26 |       |

#### Semifinal 2
| Pos. | Raia | Nadadora              | CON           | Tempo   | Notas |
| ---- | ---- | --------------------- | ------------- | ------- | ----- |
| 1    | 4    | Rūta Meilutytė        | LTU Lituânia  | 1:05.21 | Q,    |
| 2    | 5    | Yuliya Efimova        | RUS Rússia    | 1:06.57 | Q     |
| 3    | 3    | Leisel Jones          | AUS Austrália | 1:06.81 | Q     |
| 4    | 2    | Rikke Møller Pedersen | DEN Dinamarca | 1:06.82 | Q     |
| 5    | 6    | Sarah Poewe           | GER Alemanha  | 1:07.68 |       |
| 6    | 7    | Leiston Pickett       | AUS Austrália | 1:07.74 |       |
| 7    | 8    | Jillian Tyler         | CAN Canadá    | 1:07.87 |       |
| 8    | 1    | Zhao Jin              | CHN China     | 1:07.97 |       |

#### Swim-off
| Pos. | Raia | Nadadora        | CON         | Tempo   | Notas |
| ---- | ---- | --------------- | ----------- | ------- | ----- |
| 1    | 5    | Alia Atkinson   | JAM Jamaica | 1:06.79 | Q,    |
| 2    | 4    | Tera van Beilen | CAN Canadá  | 1:07.73 |       |

### Final
| Pos.              | Raia | Nadadora              | CON                | Tempo   | Notas |
| ----------------- | ---- | --------------------- | ------------------ | ------- | ----- |
| Medalha de ouro   | 4    | Rūta Meilutytė        | LTU Lituânia       | 1:05.47 |       |
| Medalha de prata  | 5    | Rebecca Soni          | USA Estados Unidos | 1:05.55 |       |
| Medalha de bronze | 1    | Satomi Suzuki         | JPN Japão          | 1:06.46 |       |
| 4                 | 8    | Alia Atkinson         | JAM Jamaica        | 1:06.93 |       |
| 5                 | 2    | Leisel Jones          | AUS Austrália      | 1:06.95 |       |
| 6                 | 6    | Breeja Larson         | USA Estados Unidos | 1:06.96 | *     |
| 7                 | 3    | Yuliya Efimova        | RUS Rússia         | 1:06.98 |       |
| 8                 | 7    | Rikke Møller Pedersen | DEN Dinamarca      | 1:07.55 |       |

* Falsa partida, não foi desqualificada por ter se tratado de uma falha técnica.
Legenda
| Recorde mundial      | Recorde mundial (World record)               |                       | Recorde africano                      | Recorde africano (African) |                                           | Q | Classificado por posição (Qualified) |
| Recorde olímpico     | Recorde olímpico (Olympic record)            | Recorde da América    | Recorde da América (Americas)         | q                          | Classificado por melhor tempo (Qualified) |   |                                      |
| Melhor marca do ano  | Melhor marca do ano (World leading)          | Recorde asiático      | Recorde asiático (Asian)              | DNS                        | Não largou (Did not start)                |   |                                      |
| Recorde nacional     | Recorde nacional (National record)           | Recorde europeu       | Recorde europeu (European)            | DNF                        | Não terminou (Did not finish)             |   |                                      |
| Recorde pessoal      | Recorde pessoal do atleta (Personal best)    | Recorde da Oceania    | Recorde da Oceania (Oceania)          | DSQ / DQ                   | Desclassificado (Disqualified)            |   |                                      |
| Recorde da temporada | Recorde da temporada do atleta (Season best) | Recorde sul-americano | Recorde sul-americano (South America) | NM                         | Sem marca (No mark)                       |   |                                      |